# Dyskografia Michaela Bublé
Dyskografia Michaela Bublé składa się z 10 albumów studyjnych, trzech siedmiu koncertowych i dziewięciu minialbumów oraz 18 singli.

## Albumy studyjne
| BaBalu                                  | - Data: 2001 - Wydawca: wydanie własne               | –  | – | – | –  | –  | –  | – | – | –  | |
| Dream                                   | - Data: 2002 - Wydawca: wydanie własne               | –  | – | – | –  | –  | –  | – | – | –  | |
| Michael Bublé                           | - Data: 11 lutego 2003 - Wydawca: 143, Reprise       | 47 | 7 | 6 | 49 | 32 | 53 | – | 1 | 11 | - CAN: 4× platynowa płyta - USA: platynowa płyta - UK: 2× platynowa płyta - POL: platynowa płyta        |
| It’s Time                               | - Data: 8 lutego 2005 - Wydawca: 143, Reprise        | 7  | 1 | 4 | 2  | 2  | 7  | 3 | 2 | 3  | - CAN: 6× platynowa płyta - USA: 3× platynowa płyta - UK: 2× platynowa płyta - POL: platynowa płyta     |
| Call Me Irresponsible                   | - Data: 1 maja 2007 - Wydawca: 143, Reprise          | 1  | 1 | 2 | 1  | 1  | 3  | 2 | 1 | 12 | - CAN: 4× platynowa płyta - USA: platynowa płyta - UK: 5× platynowa płyta                               |
| Crazy Love                              | - Data: 9 października 2009 - Wydawca: 143, Reprise  | 1  | 1 | 1 | 5  | 2  | 4  | 8 | 1 | 2  | - CAN: 4× platynowa płyta - USA: 2× platynowa płyta - UK: 10× platynowa płyta - POL: 2× platynowa płyta |
| Christmas                               | - Data: 24 października 2011 - Wydawca: 143, Reprise | 1  | 1 | 1 | 1  | 1  | 3  | 1 | 1 | 3  | - CAN: diamentowa płyta - UK: 7× platynowa płyta - POL: 2× platynowa płyta                              |
| To Be Loved                             | - Data: 23 kwietnia 2013 - Wydawca: 143, Reprise     | 1  | 1 | 1 | 2  | 1  | 1  | 1 | 1 | 1  | - CAN: 4x platynowa płyta - USA: platynowa płyta - UK: 2× platynowa płyta - POL: złota płyta            |
| Nobody but Me                           | - Data: 21 października 2016 - Wydawca: 143, Reprise | 2  | 3 | 2 | 4  | 4  | 5  | 3 | 2 | 9  | - CAN: platynowa płyta - UK: platynowa płyta - POL: złota płyta                                         |
| Love                                    | - Data: 16 listopada 2018 - Wydawca: Reprise         |    |   |   |    |    |    |   |   |    | - POL: złota płyta                                                                                      |
| „–” oznacza, że album nie był notowany. |                                                      |    |   |   |    |    |    |   |   |    | |

## Albumy koncertowe
| Come Fly with Me                          | - Data: 30 marca 2004 - Wydawca: 143, Reprise     | 55 | –  | 52 | –  | 40 | –  | –  | 18 | –  | - CAN: 3x platynowa płyta - UK: złota płyta |
| Caught in the Act                         | - Data: 15 listopada 2005 - Wydawca: 143, Reprise | 82 | 26 | 25 | 31 | 26 | 51 | 30 | 15 | –  | - CAN: 8x platynowa płyta - UK: złota płyta |
| Michael Bublé Meets Madison Square Garden | - Data: 16 czerwca 2009 - Wydawca: 143, Reprise   | 14 | –  | 22 | 71 | 7  | 67 | 47 | 23 | 45 | - UK: srebrna płyta                         |
| „–” oznacza, że album nie był notowany.   |                                                   |    |    |    |    |    |    |    |    |    |                                             |